# Focus (Band)
Focus ist eine niederländische Progressive-Rock-Band. Ihre dominierenden Mitglieder waren der Organist und Flötist Thijs van Leer – der der Band weiterhin angehört – und der Gitarrist Jan Akkerman.

## Bandgeschichte
Thijs van Leer gründete Focus 1969 gemeinsam mit Martin Dresden (Bass) und Hans Cleuver (Schlagzeug). Zusammen mit Jan Akkerman nahmen sie 1970 ihre erste LP In and Out of Focus und die Single House of the King auf.
Mit Pierre van der Linden, den Jan Akkerman von seiner früheren Gruppe Brainbox kannte, am Schlagzeug und Cyril Havermans am E-Bass brachten das Album Moving Waves und die Hit-Single Hocus Pocus 1971 die internationale Anerkennung.
Ein weiterer großer internationaler Erfolg war die Single Sylvia aus dem 1972 veröffentlichten Doppelalbum Focus III. Am Bass spielte jetzt Bert Ruiter.
1973 folgte das Live-Album Live at the Rainbow. Pierre van der Linden verließ die Gruppe, weil er einen kommerzielleren Stil nicht mitgehen wollte. Mit Schlagzeuger Collin Allen (ex-Stone the Crows, ex-John Mayall) wurde 1974 die LP Hamburger Concerto eingespielt. Während der Aufnahmen zu Mother Focus wurde Allen 1975 durch David Kemper ersetzt. 
1976 verließ auch Jan Akkerman die Band. Für ihn kam Philip Catherine und dann Eef Albers. In diesem Jahr kam Ship of Memories heraus, das unveröffentlichte Aufnahmen enthielt, und 1977 mit P. J. Proby Focus con Proby.
Thijs van Leer und Jan Akkerman spielten hin und wieder zusammen und brachten 1985 nochmals ein Album unter dem Namen Focus heraus.
1988 wurden die Focus-Alben auf CD wiederveröffentlicht.
2002 stellte Thijs van Leer wieder eine Focus-Formation zusammen und ging auf Tour (unter anderem zeitweise wieder mit Pierre van der Linden und Bert Smaak am Schlagzeug, außerdem Jan Dumée (Gitarre), Bobby Jacobs (Bass)). Das ist zusammen mit alten Aufnahmen auf DVD dokumentiert.
Seit Januar 2011 gehört Gitarrist Menno Gootjes (* 1974) zur Band; er löste Niels van der Steenhoven ab, der fast fünf Jahre in der Band gespielt hatte. Aktuell dabei sind neben Thijs van Leer immer noch Schlagzeuger Pierre van der Linden und Bassist Bobby Jacobs.
Eng mit dem Erfolg von Focus verbunden ist der Musikproduzent Mike Vernon, der die Gruppe seit 1970 betreute.

## Stil
Bei Focus überwiegen die Instrumentalstücke, vor allem auf den erfolgreichen Alben. Gesang wird manchmal instrumentell eingesetzt, wie zum Beispiel das Jodeln von Thijs van Leer auf Hocus Pocus. Typisch für den Progressive Rock sind die langen Suiten-artigen oder sinfonischen Konzeptstücke. 
Obwohl die Musiker in Interviews ihre Stücke oft als Späße darstellten, wird deutlich, dass sich die Musik von Focus sowohl hinsichtlich Virtuosität (Jan Akkerman wurde 1973 vom Melody Maker als weltbester Gitarrist gekürt) als auch kompositorisch auf sehr hohem Niveau abspielte. Die Rockmusik von Focus wurde mit verschiedensten Stilrichtungen angereichert. Die Herkunft vom Jazz und die klassische Ausbildung der Musiker tritt in vielen Stücken zu Tage. Die Musik ist voll von Versatzstücken, Zitaten und Bearbeitungen klassischer Komponisten wie Joseph Haydn, Johannes Brahms und Béla Bartók. Man findet Anspielungen auf den gregorianischen Gesang, Volksmusik, Renaissance- und Barockmusik bis hin zum Funk oder fernöstlicher Musik.

## Sonstiges
Im Jahre 2010 verwendete die Firma Nike das Lied Hocus Pocus aus dem Album Moving Waves für eine Werbekampagne vor und während der Fußball-Weltmeisterschaft 2010 in Südafrika. Auch ist Hocus Pocus in den TV-Serien Supernatural (Folge 3.13 – Ghostfacers), My Name Is Earl (Folge 3.12 – Freiheit vor der Nase) und Vinyl (Folge 1.8 – E.A.H.) zu hören. Das Lied Hocus Pocus wird ebenfalls im 2014 veröffentlichten Film RoboCop, 2016 im Film Baby Driver sowie 2012 im Formel-1-Film "One – Leben am Limit" verwendet. Dieser Film verwendet auch den Titel "Sylvia" als Hintergrundmusik zum Nachspann.

## Diskografie

### Studioalben
| Jahr | Titel               | Höchstplatzierung, Gesamtwochen, AuszeichnungChartplatzierungen (Jahr, Titel, Platzierungen, Wochen, Auszeichnungen, Anmerkungen) | Höchstplatzierung, Gesamtwochen, AuszeichnungChartplatzierungen (Jahr, Titel, Platzierungen, Wochen, Auszeichnungen, Anmerkungen) | Höchstplatzierung, Gesamtwochen, AuszeichnungChartplatzierungen (Jahr, Titel, Platzierungen, Wochen, Auszeichnungen, Anmerkungen) | Höchstplatzierung, Gesamtwochen, AuszeichnungChartplatzierungen (Jahr, Titel, Platzierungen, Wochen, Auszeichnungen, Anmerkungen) | Anmerkungen                 |
| Jahr | Titel               | DE | UK | US | NL | Anmerkungen                 |
| ---- | ------------------- | --- | --- | --- | --- | --------------------------- |
| 1970 | In and Out of Focus | — | — | US104 (9 Wo.)US | — | in NL als Focus Plays Focus |
| 1971 | Moving Waves        | — | UK2 (34 Wo.)UK | US8 Gold · (38 Wo.)US | NL4 (8 Wo.)NL | in NL als Focus II          |
| 1972 | Focus 3             | — | UK6 (16 Wo.)UK | US35 Gold · (22 Wo.)US | NL1 (12 Wo.)NL |                             |
| 1974 | Hamburger Concerto  | — | UK20 Silber · (5 Wo.)UK | US66 (19 Wo.)US | NL5 (4 Wo.)NL |                             |
| 1975 | Mother Focus        | — | UK23 (6 Wo.)UK | US152 (6 Wo.)US | — |                             |
| 1976 | Ship of Memories    | — | — | US163 (7 Wo.)US | — |                             |
| 1977 | Focus con Proby     | — | — | — | NL27 (1 Wo.)NL |                             |

Weitere Studioalben
- 1985: Focus – J. Akkerman & Thijs van Leer
- 2002: Focus 8
- 2006: Focus 9 / New Skin
- 2012: Focus X
- 2014: Golden Oldies
- 2016: 8.5 Beyond the Horizon
- 2018: Focus 11
- 2024: Focus 12

### Livealben
| Jahr | Titel                | Höchstplatzierung, Gesamtwochen, AuszeichnungChartplatzierungen (Jahr, Titel, Platzierungen, Wochen, Auszeichnungen, Anmerkungen) | Höchstplatzierung, Gesamtwochen, AuszeichnungChartplatzierungen (Jahr, Titel, Platzierungen, Wochen, Auszeichnungen, Anmerkungen) | Höchstplatzierung, Gesamtwochen, AuszeichnungChartplatzierungen (Jahr, Titel, Platzierungen, Wochen, Auszeichnungen, Anmerkungen) | Höchstplatzierung, Gesamtwochen, AuszeichnungChartplatzierungen (Jahr, Titel, Platzierungen, Wochen, Auszeichnungen, Anmerkungen) | Anmerkungen |
| Jahr | Titel                | DE | UK | US | NL | Anmerkungen |
| ---- | -------------------- | --- | --- | --- | --- | ----------- |
| 1973 | Focus at the Rainbow | — | UK23 Silber · (5 Wo.)UK | US132 (10 Wo.)US | NL9 (2 Wo.)NL |             |

Weitere Livealben
- 2004: Focus the Greatest Hits (DCD)
- 2016: Live in Europe
- 2016: Live in England (CD/DVD)

### Kompilationen
| Jahr | Titel                                                            | Höchstplatzierung, Gesamtwochen, AuszeichnungChartplatzierungen (Jahr, Titel, Platzierungen, Wochen, Auszeichnungen, Anmerkungen) | Höchstplatzierung, Gesamtwochen, AuszeichnungChartplatzierungen (Jahr, Titel, Platzierungen, Wochen, Auszeichnungen, Anmerkungen) | Höchstplatzierung, Gesamtwochen, AuszeichnungChartplatzierungen (Jahr, Titel, Platzierungen, Wochen, Auszeichnungen, Anmerkungen) | Höchstplatzierung, Gesamtwochen, AuszeichnungChartplatzierungen (Jahr, Titel, Platzierungen, Wochen, Auszeichnungen, Anmerkungen) | Anmerkungen |
| Jahr | Titel                                                            | DE | UK | US | NL | Anmerkungen |
| ---- | ---------------------------------------------------------------- | --- | --- | --- | --- | --- |
| 1975 | Dutch Masters – A Selection of Their Finest Recordings 1969-1973 | — | — | US120 (9 Wo.)US | — | |
| 1975 | The Golden Years of Dutch Pop Music                              | — | — | — | NL43 (2 Wo.)NL | |
| 2017 | Hocus Pocus Box                                                  | DE54 (1 Wo.)DE | — | — | NL61 (1 Wo.)NL | 13-CD-Box bereits veröffentlichter Alben |
| 2020 | 50 Years Anthology 1970–1976                                     | — | — | — | NL96 (1 Wo.)NL | 9-CD-Box der 1970--1976 veröffentlichten Studio- und Livealben mit zahlreichen unveröffentlichten Bonustracks plus 2 DVDs mit unveröffentlichten Konzertmitschnitten |

### Singles
| Jahr | Titel Album                     | Höchstplatzierung, Gesamtwochen, AuszeichnungChartplatzierungen (Jahr, Titel, Album, Platzierungen, Wochen, Auszeichnungen, Anmerkungen) | Höchstplatzierung, Gesamtwochen, AuszeichnungChartplatzierungen (Jahr, Titel, Album, Platzierungen, Wochen, Auszeichnungen, Anmerkungen) | Höchstplatzierung, Gesamtwochen, AuszeichnungChartplatzierungen (Jahr, Titel, Album, Platzierungen, Wochen, Auszeichnungen, Anmerkungen) | Höchstplatzierung, Gesamtwochen, AuszeichnungChartplatzierungen (Jahr, Titel, Album, Platzierungen, Wochen, Auszeichnungen, Anmerkungen) | Anmerkungen              |
| Jahr | Titel Album                     | DE | UK | US | NL | Anmerkungen              |
| ---- | ------------------------------- | --- | --- | --- | --- | ------------------------ |
| 1971 | House of the King –             | — | — | — | NL14 (4 Wo.)NL | B-Seite: Black Beauty    |
| 1971 | Hocus Pocus Moving Waves        | — | — | — | NL10 (7 Wo.)NL | B-Seite: Janis           |
| 1972 | Sylvia Focus 3                  | — | UK4 (11 Wo.)UK | US89 (5 Wo.)US | NL40 (3 Wo.)NL | B-Seite: Love Remembered |
| 1972 | Tommy –                         | — | — | — | NL21 (4 Wo.)NL |                          |
| 1973 | Hocus Pocus (Nieuwe Versie) –   | DE45 (2 Wo.)DE | UK20 (11 Wo.)UK | US9 (19 Wo.)US | NL9 (7 Wo.)NL |                          |
| 1974 | Harem Scarem Hamburger Concerto | — | — | — | NL26 (4 Wo.)NL | B-Seite: Early Birth     |

Weitere Singles
- 1970: Anonymus